# Niso hipolitensis
Niso hipolitensis är en snäckart som beskrevs av Bartsch 1917. Niso hipolitensis ingår i släktet Niso och familjen Eulimidae. Inga underarter finns listade i Catalogue of Life.